# Logania pusilla
Logania pusilla är en tvåhjärtbladig växtart som beskrevs av Robert Brown. Logania pusilla ingår i släktet Logania och familjen Loganiaceae. Inga underarter finns listade i Catalogue of Life.